# Everaldo
Everaldo Marques da Silva, meglio noto solo come Everaldo (Porto Alegre, 11 settembre 1944 – Santa Cruz do Sul, 28 ottobre 1974), è stato un calciatore brasiliano, di ruolo terzino sinistro, campione del mondo nel 1970 con la Nazionale brasiliana.
Morì a soli 30 anni nel 1974 in seguito a un incidente automobilistico vicino a Santa Cruz do Sul.

## Carriera

### Club
Cresciuto nelle giovanili del Grêmio, Everaldo iniziò la sua carriera professionistica nel 1965 in prestito alla Juventude.
Alla fine del prestito, nel 1966, tornò al Grêmio, con cui vinse per 3 volte il Campionato Gaúcho.
Il 30 giugno 1970, dopo il ritorno dai vittoriosi Mondiali di messico '70, il Consiglio Direttivo del Grêmio decise di dedicare a Everaldo la stella dorata presente sulla bandiera del club.
Durante la sua carriera vinse anche il Bola de Prata, premio assegnato dalla rivista Placar ai migliori 11 giocatori del campionato brasiliano, nel 1970.

### Nazionale
Everaldo conta 24 presenze con la Nazionale brasiliana, con cui esordì il 25 giugno 1967 a Montevideo contro l'Uruguay (0-0).
Ha fatto parte della selezione che vinse i Mondiali 1970, dove disputò 5 partite.

## Palmarès

### Club
- Campionato Gaúcho: 3

Grêmio: 1967, 1968, 1969

### Nazionale
- Campionato mondiale: 1

Messico 1970

### Individuali
- Bola de Prata: 1

1970